# 阿貴傳說
阿贵传说（越南语：／*/?）是越南一個關於中秋節的神話、傳說。
在越南，古时有一个故事流传至今，是关于一个男孩帮他人治病的故事。男孩名叫阿𥖩，他治病时不用医术，而是用他拥有的一棵树，那树传闻是菩提树。男孩阿贵手持菩提树到处施医，治好了许多人的病。终有一日，阿贵手中的菩提树突然一飞冲天，带着阿贵到了月亮上的月宫里。那些被治好病的乡里乡亲们为了感激阿贵的德医善行，每逢八月十五，便要挂出灯笼来庆祝阿贵飞仙。自此，这个习俗在越南保存到了至今。
另一版本是得到仙樹的阿貴未依照仙訓，反到用汙水澆樹，使得仙樹飛去月宮。阿貴因抓樹根而被一起帶去月宮。